# Koop
Koop er en musikgruppe bestående af de to svenske musikere Magnus Zingmark og Oscar Simonsen, der spillermusik der er en fusion af jazz og electronica, med streg under jazz. 
Magnus Zingmark og Oscar Simonsen mødte hinanden i Uppsala, men flyttede til Stockholm i midten af 90'erne. Der udsendte de deres debutalbum 'Sons of Koop' i 1997, der omdefinerede den svenske jazzscene, med en lyd, der ledte tankerne hen på navne som Kruder & Dorfmeister og Jazzanova.
I 2001 udsendte de deres særdeles roste Waltz for Koop, der med en spændende række af vokale gæstenavne gik lige i bukserne på både jazz- og electronicafolket. På albummet kombinerede de to med stort held samplede beats og baslinjer med liveinstrumenter og tilrøgede vokaler, mens der undervejs blev der taget grådige bidder af flere af jazzens forskellige maskeringer.
At Koop også havde øje for electronica-miljøet kunne ses i 2003, hvor de udsendte 'Waltz for Koop: Alternative Takes', der bød på spændstige remixes af numre fra det andet album. Igen kom superlativerne frem i forreste række hos skriverkarlene.

## Diskografi

### Albums
- 1997: Sons of Koop
- 2001: Waltz for Koop
- 2003: Waltz for Koop: Alternative Takes
- 2006: Koop Islands